# Comuna Preobrajenka, Orihiv
Preobrajenka (în ucraineană Преображенка) este o comună în raionul Orihiv, regiunea Zaporijjea, Ucraina, formată din satele Cervona Krînîțea, Preobrajenka (reședința) și Vasînivka.

## Demografie
Componența lingvistică a comunei Preobrajenka
     Ucraineană (93,32%)
     Rusă (6,38%)
     Alte limbi (0,18%)
Conform recensământului din 2001, majoritatea populației comunei Preobrajenka era vorbitoare de ucraineană (93,32%), existând în minoritate și vorbitori de rusă (6,38%).